# Kartel z Cali

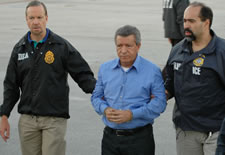
Miguel Rodriguez-Orejuela eskortowany przez agentów DEA i ICE

Kartel z Cali (hiszp. Cartel de Cali) – kolumbijski kartel narkotykowy, który działał w okolicach Cali.

## Historia kartelu
Początki kartelu sięgają lat 70. XX wieku. Stworzyli go bracia Gilberto i Miguel Rodríguez Orejuela, José Santacruz Londoño i Helmer „Pacho” Herrera. Pod koniec istnienia kartelu z Medellín pod przywództwem Pabla Escobara, obydwie grupy toczyły ze sobą wojnę. Kartel z Cali wspierał finansowo tajną milicję mścicieli ofiar Escobara, Los Pepes. Po jego śmierci w 1993 i upadku organizacji z Medellín, kartel z Cali zdominował handel kolumbijską kokainą. Już w 1995 jego przywódcy zostali jednak aresztowani i kartel z Cali podzielił los organizacji z Medellín.

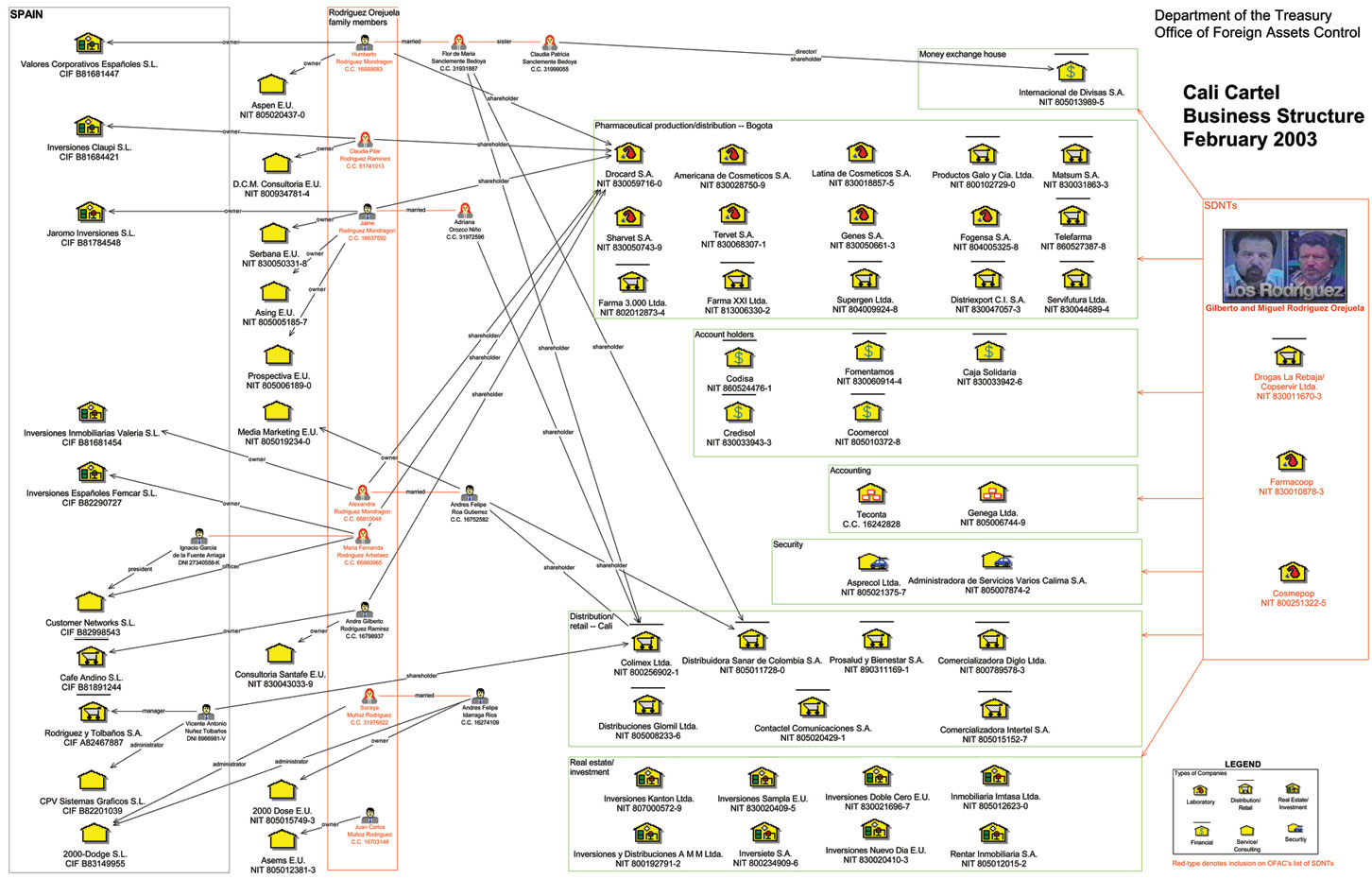
Schemat przepływu finansów kartelu z Cali